# Torre delle Barbici
La Torre delle Barbici est l'une des quatre tours côtières de l'île de Capraia, dans l'archipel toscan, en mer Tyrrhénienne. Le lieu s'appelait aussi Barbisi ou Barbici dans l'Antiquité, d'où dérivent d'autres noms de la tour. Le nom Torre della Regina n'a aucune base historique.

## Description
Cette tour génoise est située à l'ouest de l'île pour surveiller  du côté corse. Elle a été construite par les Génois en 1699 pour contrôler les raids ennemis des Corsaires. Par des signaux de fumée, elle était en contact avec toutes les autres tours de l'île.
La tour est la seule à base carrée de l'île et son aspect aujourd'hui est en ruine, aussi parce qu'elle n'a jamais été restaurée et depuis 2009 elle est accessible par voie terrestre avec un nouveau chemin qui part du quartier de Porto Vecchio (Ex Carcère).